# Le Maître et Marguerite (film, 2024)
Pour les articles homonymes, voir Le Maître et Marguerite (homonymie).
Pour plus de détails, voir Fiche technique et Distribution.
Le Maître et Marguerite (en russe : Мастер и Маргарита, Master i Margarita) est un film réalisé par Michael Lockshin en 2024 adapté du roman Le Maître et Marguerite de Mikhaïl Boulgakov.
Avec environ 5,6 millions de spectateurs dans les salles russes et 79% de critiques positives sur l'agrégateur kritikanstvo.ru, le film est un succès public et critique.

## Synopsis
Le film se déroule dans le Moscou futuriste des années 1930. Le récit est divisé en plusieurs histoires parallèles, et les intrigues du Maître et Marguerite de Boulgakov sont modifiées et remaniées,,.
Un écrivain célèbre au sommet de sa carrière se retrouve au centre d'un scandale littéraire. Une pièce inspirée de sa pièce sur Ponce Pilate est retirée du répertoire d'un théâtre moscovite pour avoir critiqué les autorités et fait la propagande d'enseignements religieux. L'œuvre est interdite lors d'une réunion de l'Union des écrivains, les collègues évitent par défi de rencontrer l'écrivain, qui devient en quelques jours un paria.
L'écrivain désespéré rencontre par hasard Marguerite, mariée, qui devient sa maîtresse et sa muse, et elle l'appelle Maître. Encouragé par l'amour et le soutien de Marguerite, l'écrivain se lance dans un nouveau roman sur lui-même et son environnement. Dans ce roman, les personnages sont des membres de l'entourage du Maître, et Moscou reçoit la visite de Satan déguisé en Woland, un consultant étranger. Woland et ses acolytes perturbent la vie de la ville et organisent une séance de magie noire au théâtre.
Sur dénonciation d'un confrère écrivain, Aloysius, les autorités apprennent que le Maître écrit à nouveau des histoires au contenu douteux. L'écrivain, venu avec une perquisition, brûle le manuscrit du Maître et Marguerite. Après avoir été emprisonné et interrogé, l'écrivain est conduit dans un hôpital psychiatrique. À l'hôpital, le Maître achève secrètement le roman et se suicide. Marguerite s'empare du manuscrit par l'intermédiaire de l'infirmière Praskovya Fedorovna, s'empoisonne, parvient à lire le roman et meurt à son tour. Dans le roman, Marguerite se transforme en sorcière, assiste au bal de Satan et retrouve le Maître.

## Fiche technique
- Titre français : Le Maître et Marguerite[1]
- Titre original en russe : Мастер и Маргарита, Master i Margarita
- Réalisation : Michael Lockshin
- Scénario : Roman Kantor (ru), Michael Lockshin
- Photographie : Maksim Joukov
- Direction artistique : Vladimir Tikhonov
- Costumes : Aleksandra Aronova, Ana Marin
- Musique : Anna Droubitch
- Montage : Dmitri Komm, Dmitri Slobtsov
- Production : Rouben Dichdichian, Igor Toulstounov
- Production : Mars Media Entertainment, Profit
- Pays de production :  Russie
- Langue originale : russe
- Format : Couleur - 1,33:1 - son Dolby - 35 mm
- Durée : 157 minutes
- Genre : film dramatique
- Date de sortie :
  - Russie : 25 janvier 2024

## Distribution
- August Diehl : Woland
- Ioulia Sniguir : Marguerite
- Ievgueni Tsyganov : Maître
- Danil Steklov : Ivan Bezdomny, poète
- Claes Bang : Ponce Pilate
- Iouri Kolokolnikov : Koroviev
- Alexeï Rozine : Azazello
- Iouri Borissov : Béhémoth
- Paulina Aug : Hella
- Dmitri Lysenkov (ru) : Osaf Latounski, critique littéraire
- Evgueni Knyazev (ru) : Mikhaïl Berlioz, président de Massolit
- Arkadi Koval (ru) : Archibald Archibaldovitch, maître d'hôtel
- Makram Khoury : Caïphe
- Denis Pianov : Nikolaï Bossoï, chef du comité du logement
- Valeri Koukharechine (ru) : Grigori Rimski
- Alexandre Yatsenko : Aloïzi Mogarytch
- Leonid Iarmolnik : Pr Stravinski psychiatre
- Jana Sekste (ru) : infirmière
- Marat Bacharov : Stepan Likhodeïev, directeur du théâtre Variété
- Pavel Vorojtsov (ru) : Ivan Varenoukha
- Igor Vernik (ru) :  Georges Bengalski
- Olga Ozollapina (ru) : Pelagueia, femme de Bossoï
- Alexeï Gouskov : Baron Meigel
- Dmitry Vorontsov : Jacques (Jacques Cœur), le premier invité au bal de Woland

## Production
En 2017, la société de production russe Mars Media a décidé de porter à l'écran le roman Le Maître et Marguerite et a acheté les droits de cette œuvre aux héritiers de Boulgakov, Sergueï et Darya Chilovski, mais a rapidement reçu une réclamation des États-Unis. Il s'est avéré que les détenteurs des droits les avaient déjà vendus à Hollywood, le producteur du film devant être Michael Lang. Mars Media a intenté un procès contre les Chilovski pour 115 millions de roubles afin de compenser les pertes de production.
En 2018, le film a été inclus dans la liste des projets cinématographiques auxquels le Fonds russe du cinéma (ru) alloue une subvention de l'État. À l'époque, il a été rapporté que le budget du film était de 800 millions de roubles,,,,. Selon le premier réalisateur du film, Nikolaï Lebedev, le scénario, les story-boards et les descriptions sur la mise en scène étaient prêts dès mars 2018 et la date de sortie était prévue pour 2021. Cependant, en octobre 2019, il a révélé que le projet prenait encore forme et que la phase préparatoire du tournage pourrait avoir lieu dans un an au mieux.
Il est rapidement annoncé que trois producteurs de films prendront la relève : Rouben Dichdichian (ru), Igor Tolstounov et Leonard Blavatnik (également producteur de films, mais avant tout entrepreneur). Dans un premier temps, ils ne parviennent pas à résoudre entièrement les problèmes de financement, puis les circonstances changent en raison de la pandémie de coronavirus, et Lebedev commence à travailler sur le film Nuremberg.
Le nouveau réalisateur du film est Michael Lockshin, qui avait précédemment réalisé Silverland : La Cité de glace. Le titre du film devient Woland. Le nouveau scénario est écrit avec Lokchine par Roman Kantor (ru), qui a travaillé sur Silverland : La Cité de glace et la série To the Lake. Après le montage, les producteurs reviennent au titre du film : Le Maître et Marguerite.
« Сначала я, как человек, читавший роман два раза, любивший, естественно, и прочитавший всего Булгакова, сказал, что этот роман невозможно сделать в полнометражном фильме, помня свои ощущения от него. Но сказал: давайте мы подумаем, если вы даёте нам свободу размышлять на эту тему, то мы к вам вернёмся »
— Michael Lockshin

« Au début, en tant que personne qui avait lu le roman deux fois, qui l'aimait, naturellement, et qui avait lu tout Boulgakov, j'ai dit qu'il était impossible de faire de ce roman un long métrage, me souvenant des sentiments que j'avais éprouvés à son égard. Mais il m'a dit : réfléchissons-y, si vous nous donnez la liberté de réfléchir à ce sujet, nous reviendrons vers vous. »
Le tournage commence en juillet 2021, et dure jusqu'en octobre 2021 à Moscou, Saint-Pétersbourg et à Malte. La sortie du film était initialement prévue pour la fin de l'année 2022. Le distributeur Universal Pictures a publié la première bande-annonce du film en février 2022. La sortie du film a ensuite été repoussée à 2023,,,. Le film a également été reporté en raison du retrait d'Universal Pictures de la Russie à la suite de l'invasion russe en Ukraine. La date de sortie du film est fixée au 25 janvier 2024.
Selon le réalisateur, le film aurait pu être légèrement plus long - de 12 à 15 minutes. En raison des difficultés liées à l'invasion de l'Ukraine par la Russie, la réplique de Nikanor Ivanovitch Bosogo, la scène dramatique de Koroviev et d'autres scènes de son entourage, ainsi que l'arrachage des robes après le spectacle de variétés, n'ont pas été incluses. Malgré cela, le réalisateur, qui s'est dit opposé à la guerre russo-ukrainienne de 2022, déclare qu'il n'y a eu « pratiquement aucune censure dans le film ». Il n'y a pas assez de budget pour un bal avec des fontaines et un orchestre de singes, comme il y va dans le fantasme du Boulgakov.
« Если бы не война, думаю, у меня была бы возможность выпустить фильм в моем монтаже. Он был бы несколько длиннее — может быть, на 12 или 15 минут. Хотя мне удалось отстоять какие-то цензурные моменты, продюсеры настояли на фильме длительностью в два часа тридцать минут. У них эта цифра была в голове. [...] Наверное, на 90–95% у нас получился тот фильм, который задумывался. Но я знаю про эти 5–10%, которые могли быть лучше. Чудо, что фильм вообще вышел. И второе чудо — политические моменты не вырезались, ключ к драме главного героя сохранился. »
— Michael Lockshin

« S'il n'y avait pas eu la guerre, je pense que j'aurais eu l'occasion de sortir le film dans mon montage. Il aurait été légèrement plus long - peut-être 12 ou 15 minutes. Bien que j'aie réussi à empêcher qu'on fasse certaines coupes, les producteurs ont insisté pour que le film dure deux heures et trente minutes. Ils avaient ce chiffre en tête. [...] Nous avons probablement obtenu 90 à 95 % du film que nous souhaitions. Mais je reconnais qu'avec ces 5 à 10 % restant, le film aurait pu être meilleur. C'est un miracle que le film soit sorti. Et le deuxième miracle est que les éléments politiques n'ont pas été coupés, la clef du drame du personnage principal a été préservée. »

### Lieux de tournage
Le film présente des bâtiments moscovites tels que le bâtiment principal de la bibliothèque d'État de Russie, le bâtiment principal de l'Université technique d'État de Moscou-Bauman, la façade du bâtiment principal de l'université d'État de Moscou, et la maison Palibine (ru) à Khamovniki, au 23 de la rue Bourdenko (ru). L'une des scènes se déroule dans une voie des étangs du Patriarche. À Saint-Pétersbourg, l'ensemble architectural de la place de Moscou, y compris la Maison des Soviets, et un immeuble d'appartements situé au 5 de la rue de Tauride (« Maison de Khrenov (ru) ») ont été inclus dans le film.
Diverses scènes montrent les intérieurs du bâtiment de la Bibliothèque nationale russe sur la perspective Moskovski à Saint-Pétersbourg, un restaurant sur le toit-terrasse de l'immeuble d'habitation de la place Koudrine, l'un des halls du bâtiment du Musée ethnographique de Saint-Pétersbourg, le hall du Théâtre académique central de l'Armée russe.

## Exploitation
Le budget du film est de 1,2 milliard de roubles. Selon le système d'information automatisé unifié du Fonds russe du cinéma (ru), le film a engrangé plus d'un milliard de roubles de recettes au cours des deux premières semaines d'exploitation en salles. Au total, le film cumule environ 5,6 millions de spectateurs dans les salles russes.

### Accueil critique
Le film a reçu des critiques majoritairement positives dans la presse russe ; selon l'agrégateur kritikantsvo.ru, il n'y a pas eu de critiques négatives,. Les critiques ont loué le film pour son interprétation, sa beauté visuelle et son actualité. Ils ont écrit à son sujet : « Il est rare qu'un auteur moderne épouse aussi bien une œuvre classique, fasse corps avec elle » (Valeri Kichine, Rossiïskaïa Gazeta), « Le film a une sorte de poésie épicée, très appropriée pour l'adaptation d'un roman » (Séance (ru)), « Un grand film sur le pouvoir de l'amour avec un style sémillant » (Mir Fantastiki (ru)). Dmitri Sokolov, dans une critique pour le site Kinomania, a estimé que le film était « presque sans défaut ». Le critique de cinéma Nikolaï Nikouline (présentateur de l'émission V kadre sur REN TV) a donné au film la note maximale de 10/10 sur son blog personnel Kinokritik.vs. Le critique de cinéma Anton Doline écrit quant à lui : « C'est presque incroyable : enfin, le roman, qui a été si résistant aux adaptations cinématographiques qu'on a parlé d'une malédiction, a trouvé non seulement une lecture cinématographique digne de ce nom, mais aussi une lecture cinématographique réussie et complètement inattendue ». La critique de cinéma Lilia Chitenbourg écrit : « Inachevé, non exempt de contradictions, cette adaptation brille par l'unité de sa structure et l'impressionnante cohérence de son récit ». Et le critique de cinéma Alexeï Gousev, notant quelques lacunes stylistiques, résume néanmoins : « Quels que soient les reproches que l'on peut faire à ce film, quels que soient les défauts et les erreurs que l'on peut lui trouver, il est au moins irréprochable sur un point : en tant qu'adaptation cinématographique ».
A contrario, c'est l'écart par rapport à l'œuvre originelle que de nombreuses critiques ont pointé comme un défaut majeur du film. Dans une critique pour KinoPoisk, Lidia Maslova reproche au film de s'éloigner du livre, mais souligne l'excellente interprétation des acteurs. Le quotidien Kommersant a également critiqué le fait que les auteurs se soient concentrés sur la « période moscovite » du roman : « Comme leurs prédécesseurs qui n'ont pas eu beaucoup de succès — Iouri Kara dans le film de 1994 et Vladimir Bortko dans la série de 2005 — les auteurs se sont davantage concentrés sur les péripéties moscovites impliquant un mystérieux étranger que sur ce qui se passe avec le personnage de Yeshoua Ha Nozri ».
L'œuvre du réalisateur, qui vit aux États-Unis et s'est prononcé contre l'invasion de l'Ukraine par la Russie, a été remarqué par des commentateurs et des critiques russes, qui ont notamment demandé que le Fonds russe du cinéma (ru) soit sanctionné pour avoir financé le projet,. Le publiciste d'extrême droite Iegor Kholmogorov (ru) qualifie le film de « propagande du satanisme et du terrorisme ».
La presse française écrit également du parti pris politique anti-poutinien qu'aurait le film, comme Radio France internationale qui se fait le relais d'une source anonyme considérée « agent de l'étranger » en Russie : « De quoi parle au fond cette histoire ? D’un auteur à succès qui écrit une pièce qui est ensuite interdite, d un auteur exclu du syndicat des écrivains et privé de ses revenus. Il est jugé pour exactement la même chose pour laquelle son personnage est condamné à mort dans le livre : pour la phrase "tout pouvoir est une violence contre les gens ordinaires" [...] C’est une pensée trop dangereuse ; il n’est pas recommandé de la formuler à voix haute, ni sous Staline, ni aujourd’hui ». De même, France info se félicite que « En Russie, malgré la répression, un film réalisé par un opposant et financé par de l'argent public est en première place du box-office ». Alain Barluet, le correspondant à Moscou du Figaro, écrit que Le Maître et Marguerite est « le film dont tout le monde parle - autant pour ses indéniables qualités artistiques que pour sa charge férocement contemporaine contre les biais du pouvoir ». En Suisse, Le Temps titre « Succès phénoménal en Russie et camouflet pour le Kremlin, "Le Maître et Marguerite" fait salle comble en Suisse ».